# Nísia Trindade Lima
Nísia Verônica Trindade Lima GCRB • GCMD (Rio de Janeiro, 17 de janeiro de 1958) é uma sanitarista, cientista social, socióloga, pesquisadora e professora universitária brasileira. Foi ministra da Saúde do Brasil no governo Lula III entre 2023 e 2025 e presidente da Fundação Oswaldo Cruz entre 2017 e 2022.

## Biografia
Filha de Nivaldo de Assis Lima, seu pai nasceu em 20 de agosto de 1925, em Condeúba, vindo a falecer em 6 de novembro de 2023 aos 98 anos de idade. Ele era filho de Gustavo Fagundes de Lima (tio do poeta Camillo de Jesus Lima), fez o curso ginasial em Vitória da Conquista e se formou em direito na Universidade do Rio de Janeiro. Seu pai foi juiz de direito substituto da Comarca de Paracambi, professor de português e literatura, poeta, cronista e epigramista, morava em Santo André. Ele foi responsável por lhe contar as primeiras histórias sobre o Brasil, sobre sua literatura e potencial da mesma para a transformação social.
Nísia nasceu no Rio de Janeiro, em 1958, crescendo no bairro do Flamengo. Por inspiração de uma professora de sociologia durante o ensino médio, Nísia decidiu cursar Ciências Sociais, pela Universidade do Estado do Rio de Janeiro (UERJ), em 1976.
Envolvida, na graduação, ao movimento estudantil pró-democracia, participou da construção do centro acadêmico de Ciências Humanas da universidade. Ao se formar, ingressou como professora na rede estadual e particular da cidade. Em 1982, iniciou o mestrado em Ciência Política no Instituto Universitário de Pesquisas do Rio de Janeiro (IUPERJ), o atual Instituto de Estudos Sociais e Políticos (IESP), da UERJ, com a dissertação "O Movimento de Favelados do Rio de Janeiro: Políticas do Estado e Lutas Sociais".
Ainda na elaboração de sua dissertação, ingressou, em 1987, como pesquisadora na Casa de Oswaldo Cruz (COC), cuja missão é a pesquisa histórica sobre as ciências e a saúde e como elas são fundamentais para a reflexão crítica sobre a sociedade brasileira. Em 1992, deu início ao doutorado, também na IUPERJ. Defendida, em 1997, a tese 'Um Sertão Chamado Brasil' ganhou o Prêmio de Melhor Tese de Doutorado em Sociologia no IUPERJ e foi publicada em livro pela editora da instituição, com uma segunda edição publicada pela Hucitec, em 2013.
Foi chefe do departamento de pesquisa da COC (1989–1991), vice-diretora (1992–1994) e diretora da unidade entre 1998 e 2005. Foi membro da equipe de elaboração do projeto do Museu da Vida, inaugurado, em 1999. Em 2000, recebeu a Medalha do Centenário da Fundação Oswaldo Cruz (Fiocruz). Como diretora da COC criou o Programa de Pós-graduação em História das Ciências e da Saúde (PPGHCS), em 2000.
Em dezembro de 2020, foi eleita membra titular da Academia Brasileira de Ciências (ABC) na categoria Ciências Sociais. Em 1º de janeiro de 2022, ela se tornou membro da Academia Mundial de Ciências (TWAS) para o avanço da ciência nos países em desenvolvimento.

## Carreira acadêmica
Foi pesquisadora de produtividade de nível superior do Conselho Nacional de Desenvolvimento Científico e Tecnológico (CNPq)
No magistério médico atuou em vários níveis de formação, desde o ensino fundamental até o pós-doutorado, tanto na Fiocruz quanto na Universidade do Estado do Rio de Janeiro. Publicou vários estudos, tanto em livros quanto em artigos e capítulos de obras alheias. Dentre suas realizações está a criação da Biblioteca Virtual do Pensamento Social (BVPS), em parceria com a UERJ e outras instituições, além de integrar conselhos editoriais de periódicos como Revista da Sociedade Brasileira de História da Ciência; História, Ciências, Saúde-Manguinhos; Caderno de História da Ciência-Instituto Butantan; Escritos da Fundação Casa de Rui Barbosa e Medical History.

### Primeira mulher a presidir a Fiocruz
Primeira mulher a comandar a Fundação Oswaldo Cruz em 120 anos de história da instituição, assumiu a direção da instituição em 4 de janeiro de 2017, tendo sido a mais votada na eleição interna.
Durante seu mandato coordenou em 2018 a Rede Zika Ciências Sociais, parte da Zika Alliance Network com parceria de cinquenta e quatro entidades parceiras no mundo. Trindade Lima integrou programas internacionais de história da ciência e da saúde e ainda em 2018 foi membra de grupo do Plano de Ação Global da OMS que tem por finalidade otimizar a pesquisa dos sistemas de saúde nos países e, no ano seguinte, integrou o corpo consultivo da OMS para a Agenda 2030, sendo neste ano co-presidenta da Rede de Saúde para Todos da UNSDSN.

### Atuação na pandemia
Durante sua gestão, liderou as ações da Fiocruz no enfrentamento da pandemia de COVID-19 no Brasil. Dentre as iniciativas, estãoː a criação um novo Centro Hospitalar no campus de Manguinhos; coordenação no país do ensaio clínico Solidarity da Organização Mundial da Saúde (OMS); aumento da capacidade nacional de produção de kits de diagnóstico e processamento de resultados de testagens; organização de ações emergenciais junto a populações vulneráveis; oferta de cursos virtuais, para profissionais do Sistema Único de Saúde (SUS), de manejo clínico e atenção hospitalar para pacientes de COVID-19; lançamento de manual de biossegurança em escolas; e a Fiocruz tornou-se laboratório de referência para a OMS em COVID-19 nas Américas.
Foi responsável pela criação do Observatório COVID-19, rede transdisciplinar que realiza pesquisas e sistematiza dados epidemiológicos; monitora e divulga informações, para subsidiar políticas públicas, sobre a circulação do novo coronavírus e seus impactos sociais em diferentes regiões no Brasil. 
Coordenou o acordo de encomenda tecnológica na articulação com o Ministério da Saúde do Brasil, a Universidade de Oxford, a farmacêutica AstraZeneca e as unidades de produção locais, para a realização dos testes clínicos, registro sanitário e a produção de milhões de doses da vacina contra a COVID-19 da AstraZeneca-Oxford no Brasil.
Em 11 de janeiro de 2021, foi reconduzida ao cargo de presidente da Fiocruz, após ter sido votada em eleição interna, na qual recebeu 87 por cento dos votos válidos.
Em 1 de setembro de 2021, foi condecorada com o grau de Cavaleira da Ordem Nacional da Legião de Honra (Ordre National de la Légion d'Honneur), da França, em reconhecimento à atuação da presidente da Fundação nas áreas da Ciência e da Saúde, em particular pelas ações da instituição no enfrentamento da pandemia de COVID-19.

## Ministério da Saúde

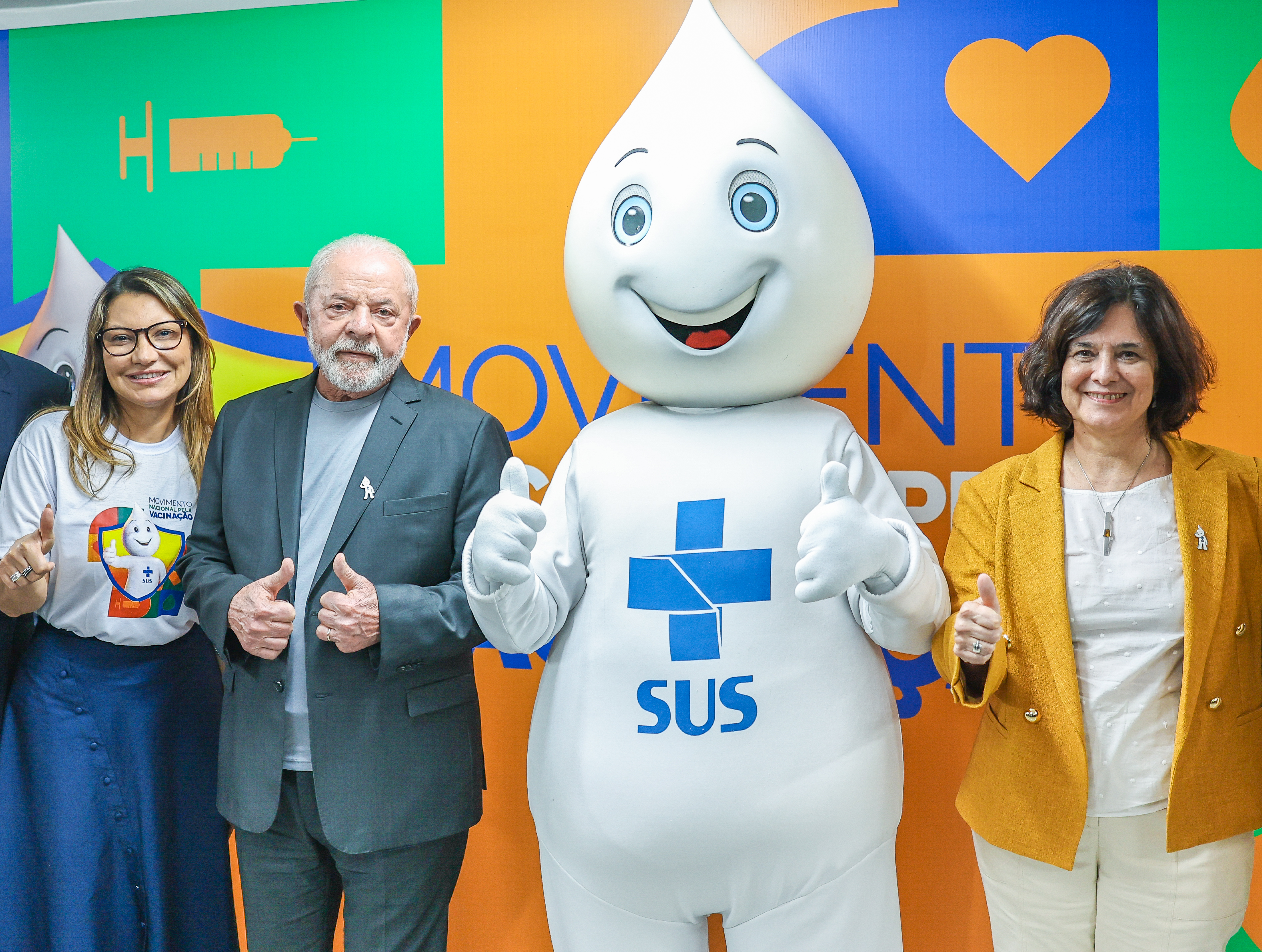
A primeira-dama Janja, Presidente Lula e a Ministra da Saúde, Nísia Trindade, durante Ato de lançamento da Mobilização Nacional pela Vacinação. Centro de Saúde nº 1 - Guará - DF.

Em 22 de dezembro de 2022, foi anunciada, pelo presidente eleito Luiz Inácio Lula da Silva, para ocupar o cargo de ministra da Saúde, a partir de 1 de janeiro de 2023. Será também, desta forma, a primeira mulher a ocupar o cargo na história do Ministério. A escolha foi elogiada pelo diretor-geral da OMS (Organização Mundial da Saúde), Tedros Adhanom, tanto em entrevista coletiva à imprensa, quanto no perfil oficial mantido por ele no Twitter. 

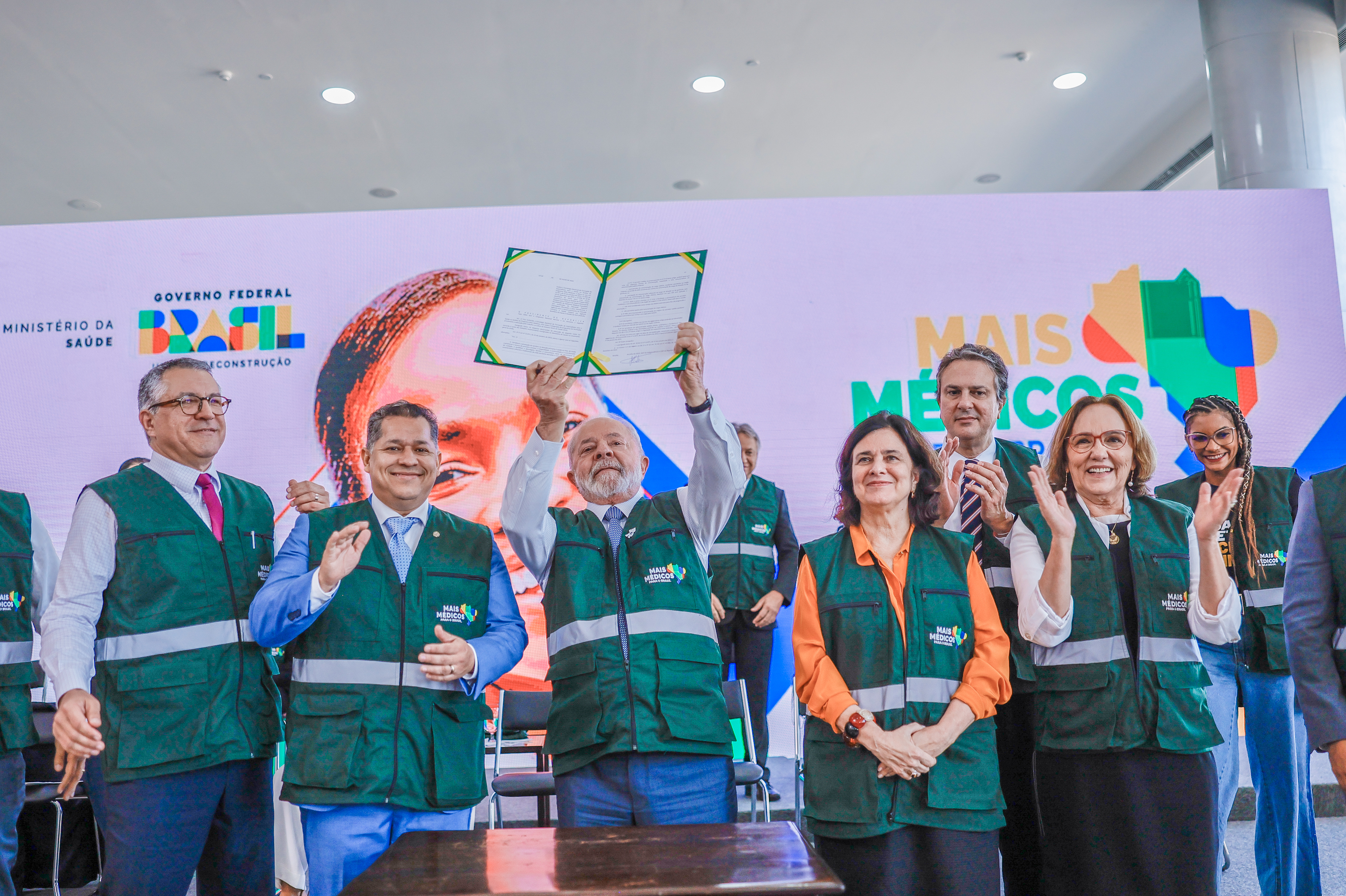
A Ministra da Saúde, Nísia Trindade, participa da cerimônia de sanção do novo programa Mais Médicos pelo Presidente Lula, em julho de 2023.

Ao assumir oficialmente a pasta em 02 de janeiro, a ministra afirmou, que sua gestão à frente da Saúde seria pautada e pelo diálogo com a comunidade científica. Também anunciou a revogação de decretos e normativas do Governo Bolsonaro que, segundo ela, ofendem a ciência, os Direitos Humanos e os direitos reprodutivos.
Em junho de 2023, foi admitida pelo presidente Lula à Ordem do Mérito da Defesa já em seu último grau, a Grã-Cruz, e em novembro promovida ao mesmo grau na Ordem de Rio Branco.

### Crise Humanitária na terra Yanomami
Em 22 de janeiro de 2023, a ministra Nísia Trindade decretou estado de emergência em Saúde Pública na terra indígena Yanomami, localizada no estado de Roraima, por conta da morte de crianças por desnutrição, o alastramento da malária e da contaminação por mercúrio, decorrentes do garimpo ilegal. A medida foi tomada após uma visita da ministra e do Presidente Lula à reserva indígena. Na ocasião, ambos afirmaram haver suspeitas de omissão do governo anterior em relação aos povos indígenas yanomami.

### Dengue
Como um dos instrumentos para enfrentar a dengue, Nísia garantiu que o Brasil fosse o primeiro país do mundo a oferecer vacinas no sistema público, tendo adquirido todo o quantitativo disponível das vacinas Qdenga,produzidas pela farmacêutica Takeda. Entretanto, esse quantitativo só permitia a aplicação em um grupo-alvo reduzido: crianças e adolescentes de 10 a 14 anos em determinadas regiões. Paralelamente, a fim de garantir uma oferta que permita uma massificação da vacinação, foram intensificadas ações junto ao Instituto Butantan e à Fundação Oswaldo Cruz para a produção de uma vacina própria de dose única e de outra a partir da transferência de tecnologia com a Takeda.
Em 2024 o número de casos de dengue atingiu o recorde de 6,6 milhões, resultando em pelo menos 6.016 mortes pela doença. Na comparação com o ano anterior, o número de casos aumentou em 400% e ultrapassou a quantidade de casos e óbitos decorrentes de COVID-19.

### Demissão
Em 25 de fevereiro de 2025, o governo anunciou a demissão de Nísia. No cargo desde o início do governo, Nísia vinha enfrentando pressões para imprimir um viés mais político à pasta e concretizar entregas consideradas prioritárias por Lula. Desde o início de 2025, as cobranças se intensificaram em diversas reuniões fechadas entre a ministra e o presidente, no Palácio do Planalto. O entorno de Nísia chegou a reclamar do “abandono” das mulheres do governo e do PT na defesa de sua permanência à frente da pasta, segundo apurou a CNN.
O ato de exoneração foi publicado em 10 de março de 2025, sendo Alexandre Padilha nomeado para o cargo de ministro da Saúde.

## Publicações
Socióloga, Nísia Trindade Lima tem artigos publicados sobre temas relacionados aos estudos sobre pensamento social brasileiro, história das ciências e saúde pública. 
- 2024 - Challenges of scientific communication: the role of Cadernos de Saúde Pública in its 40 years of history. Revista Cadernos de Saúde Pública, v.40, e00069924, 2024.[31]
- 2022 - As ciências na formação do Brasil entre 1822 e 2022: história e reflexões sobre o futuro. Revista Estudos Avançados, v. 36, p. 211-233, 2022.[32]
- 2022 - A história como janela para o futuro: os 21 anos do Programa de Pós-graduação em História das Ciências e da Saúde. Revista História, Ciências, Saúde-Manguinhos, v. 29, p. 887-889, 2022.[33]
- 2022 - Pandemia e interdisciplinaridade: desafios para a saúde coletiva. Saúde em Debate, v. 46, p. 9-24, 2022.[34]
- 2013 - Malária como doença e perspectiva cultural nas viagens de Carlos Chagas e Mario de Andrade a Amazonia. Revista História, Ciências, Saúde-Manguinhos, v. 20, p. 745-763, 2013.[35]
- 1999 - Os valores e a prática institucional da ciência: as concepções de Robert Merton e Thomas Kuhn. Revista História, Ciências, Saúde-Manguinhos, Rio de Janeiro, v. 5, n.3, p. 565-581, 1999.[36]
- 1998 - Um tema delicado e perigoso: fome e interpretação do Brasil. Revista História, Ciências, Saúde-Manguinhos, Rio de Janeiro, v. 5, n.1, p. 240-243, 1998.[37]